# 452
452 (CDLII) fue un año bisiesto comenzado en martes del calendario juliano, en vigor en aquella fecha.
En el Imperio romano, el año fue nombrado el del consulado de Herculano y Esporacio, o menos comúnmente, como el 1205 Ab urbe condita, adquiriendo su denominación como 452 a principios de la Edad Media, al establecerse el anno Domini.

## Acontecimientos
- Atila invade Italia: algunos grupos se refugian en una zona pantanosa dando origen a Venecia.
- Última manifestación del lenguaje egipcio demótico, una inscripción en el templo de Isis en File (Egipto).